# Wayne Rogers
Wayne Rogers, pseudonimo di William Wayne McMillan Rogers III (Birmingham, 7 aprile 1933 – Los Angeles, 31 dicembre 2015), è stato un attore statunitense.

## Biografia
È noto per essere stato uno dei protagonisti della serie televisiva M*A*S*H, dove ha interpretato il capitano John "Trapper" McIntyre. Oltre all'attività di attore, si è dedicato con successo a varie operazioni di investimento finanziario; dal 2012 è stato molte volte ospite di Cashin' In, programma di informazione economica di Fox News Channel.

## Premi e riconoscimenti
- Dal 2005 ha una stella dedicata nell'Hollywood Walk of Fame.[4]

## Filmografia

### Cinema
- Strategia di una rapina (Odds Against Tomorrow), regia di Robert Wise (1959)
- Doringo! (The Glory Guys), regia di Arnold Laven (1965)
- Lo strangolatore di Baltimora (Chamber of Horrors), regia di Hy Averback (1966)
- Nick mano fredda (Cool Hand Luke), regia di Stuart Rosenberg (1967)
- Un uomo oggi (WUSA), regia di Stuart Rosenberg (1970)
- Doomsday Machine, regia di Harry Hope e Lee Sholem (1972)
- Per una manciata di soldi (Pocket Money), regia di Stuart Rosenberg (1972)
- Once in Paris..., regia di Frank D. Gilroy (1978)
- The Hot Touch, regia di Roger Vadim (1981)
- The Gig, regia di Frank D. Gilroy (1985)
- Armato per uccidere (The Killing Time), regia di Rick King (1987)
- The Goodbye Bird, regia di William Clark e William Tannen (1993)
- L'agguato - Ghosts from the Past (Ghosts of Mississippi), regia di Rob Reiner (1996)
- Jack lo squartatore (Love Lies Bleeding), regia di William Tannen (1999)
- Coo Coo Cafe, regia di Jacqueline Giroux (2000)
- Frozen with Fear, regia di Paul Lynch (2001)
- Three Days of Rain, regia di Michael Meredith (2002)
- Nobody Knows Anything!, regia di William Tannen (2003)

### Televisione
- I racconti del West (Zane Grey Theater) – serie TV, 1 episodio (1959)
- Aspettando il domani (Search for Tomorrow) – serie TV, 1 episodio (1959)
- Ricercato vivo o morto (Wanted: Dead or Alive) – serie TV, episodio 2x18 (1960)
- The Millionaire – serie TV, 1 episodio (1960)
- Lo sceriffo indiano (Law of the Plainsman) – serie TV, 3 episodi (1959-1960)
- Johnny Ringo – serie TV, 1 episodio (1960)
- Carovana (Stagecoach West) – serie TV, 38 episodi (1960-1961)
- The Dick Powell Show – serie TV, episodio 1x25 (1962)
- Alfred Hitchcock Presenta (Alfred Hitchcock Presents) – serie TV, 1 episodio (1962)
- Have Gun - Will Travel – serie TV, episodio 6x19 (1963)
- La grande avventura (The Great Adventure) – serie TV, episodio 1x01 (1963)
- Sotto accusa (Arrest and Trial) – serie TV, episodio 1x14 (1963)
- Gomer Pyle, U.S.M.C. – serie TV, 1 episodio (1964)
- Death Valley Days – serie TV, 1 episodio (1965)
- Gunsmoke – serie TV, 3 episodi (1959-1965)
- The Smothers Brothers Show – serie TV, 1 episodio (1965)
- Honey West – serie TV, episodio 1x14 (1965)
- The Long, Hot Summer – serie TV, 2 episodi (1965-1966)
- Il fuggiasco (The Fugitive) – serie TV, 1 episodio (1966)
- Combat! – serie TV, 1 episodio (1966)
- Twelve O'Clock High – serie TV, 1 episodio (1966)
- Shane – serie TV, episodio 1x14 (1966)
- Gli invasori (The Invaders) – serie TV, 1 episodio (1967)
- La grande vallata (The Big Valley) – serie TV, 1 episodio (1968)
- Lancer – serie TV, episodio 1x12 (1968)
- Uomini di legge (Storefront Lawyers) – serie TV, 1 episodio (1971)
- Cannon – serie TV, 1 episodio (1971)
- F.B.I. (The F.B.I.) – serie TV, 7 episodi (1966-1971)
- Barnaby Jones – serie TV, 1 episodio (1973)
- Attack on Terror: The FBI vs. the Ku Klux Klan, regia di Marvin J. Chomsky - film TV (1975)
- M*A*S*H – serie TV, 73 episodi (1972-1975)
- La città degli angeli (City of Angels) – serie TV, 13 episodi (1976)
- The November Plan, regia di Don Medford – film TV (1977)
- Having Babies II, regia di Richard Michaels – film TV (1977)
- It Happened One Christmas, regia di Donald Wrye – film TV (1977)
- Non desiderare la donna d'altri (Thou Shalt Not Commit Adultery), regia di Delbert Mann – film TV (1978)
- Libero in cima alla collina (Top of the Hill), regia di Walter Grauman – film TV (1980)
- Visite a domicilio (House Calls) – serie TV, 57 episodi (1979-1982)
- I capi (Chiefs), regia di Jerry London – miniserie TV (1983)
- Licenziato lui, assunta lei (He's Fired, She's Hired), regia di Marc Daniels – film TV (1984)
- La donna del passato (The Lady from Yesterday), regia di Robert Day – film TV (1985)
- Strega per amore - 15 anni dopo (I Dream of Jeannie... Fifteen Years Later), regia di William Asher – film TV (1985)
- Un uomo fantastico (One Terrific Guy), regia di Lou Antonio – film TV (1986)
- Disneyland – serie TV, 1 episodio (1986)
- Una famiglia in lotta (American Harvest), regia di Dick Lowry – film TV (1987)
- Arrivederci supermamma (Drop-Out Mother), regia di Charles S. Dubin – film TV (1988)
- Bluegrass, regia di Simon Wincer – film TV (1988)
- High Risk – serie TV, 1 episodio (1988)
- Passion and Paradise, regia di Harvey Hart – film TV (1989)
- Volo 243 - Atterraggio di fortuna (Miracle Landing), regia di Dick Lowry – film TV (1990)
- The Larry Sanders Show – serie TV, 1 episodio (1994)
- La signora in giallo (Murder, She Wrote) – serie TV, 5 episodi (1993-1995)
- Un detective in corsia (Diagnosis: Murder) – serie TV, 1 episodio (1997)
- Miracle Dogs, regia di Craig Clyde – film TV (2003)

## Doppiatori italiani
Nelle versioni in italiano delle opere in cui ha recitato, Wayne Rogers è stato doppiato da:
- Gianfranco Bellini in Strategia di una rapina
- Federico Neri e Ferruccio Amendola in Doringo!
- Enzo Consoli in M*A*S*H (parte degli episodi delle stagioni 1-3)
- Sergio Di Giulio in M*A*S*H (parte degli episodi delle stagioni 1-3)
- Sandro Iovino in M*A*S*H (ep. 3x08)
- Paolo Marchese in M*A*S*H (ep. 3x16)
- Pietro Biondi in La città degli angeli
- Sergio Graziani in Visite a domicilio
- Renato Cortesi in La signora in giallo (ep. 9x13, 10x14, 11x17)
- Ambrogio Colombo in La signora in giallo (ep. 12x02, 12x09)
- Franco Zucca in L'agguato - Ghosts from the Past